# Schoenflies-Symbolik
Die Schoenflies-Symbolik ist ein System von Symbolen (eine Symbolik), das zur Beschreibung von Symmetrieelementen und Symmetriegruppen verwendet wird. Die nach dem deutschen Mathematiker Arthur Schoenflies benannte Symbolik ist neben der Hermann-Mauguin-Symbolik eine der allgemein verwendeten internationalen Konventionen zur Beschreibung der 32 kristallographischen Punktgruppen und 230 kristallographischen Raumgruppen. Heutzutage wird die Schoenflies-Symbolik jedoch vorwiegend zur Beschreibung von Molekül-Symmetrien verwendet. Typische Anwendungsbereiche finden sich daher vor allem im Bereich der Molekülspektroskopie bzw. Molekülphysik.

## Symbole der Symmetrieelemente
Die Beschreibung von Symmetrieelementen erfolgt über folgenden Symbole:
- Rotation: CN beschreibt eine Drehachse
- Spiegelung: σ bezeichnet eine Spiegelebene
- Inversion: i beschreibt ein Inversionszentrum
- Drehspiegelung: SN bezeichnet eine Drehachse mit anschließender Spiegelung an einer Ebene senkrecht zur Drehachse. Sie beschreibt den gleichen Sachverhalt wie eine Drehinversion, wobei dieselben Drehachsen unterschiedliche Zähligkeiten aufweisen können. Anders als bei der Hermann-Mauguin-Symbolik geht man in der Schoenflies-Symbolik als Grundoperation der entsprechenden Punktgruppe (siehe Drehspiegelgruppe) immer von der Drehspiegelung und nicht von der Drehinversion aus.
- Drehinversion: S’N (keine Anwendung).[3]

Die Symbole C und S werden in der Regel mit einem nummerischen Index N bezeichnet, der die Ordnung der möglichen Rotationen angibt.
Vereinbarungsgemäß ist die Achse der Rotation größter Ordnung als Hauptachse definiert und alle anderen Symmetrieelemente sind in Bezug auf sie beschrieben; die Hauptachse wird als „vertikal“ definiert. Dementsprechend werden vertikale Spiegelebenen (die Hauptachse enthaltend) mit σv und horizontale Spiegelebenen (senkrecht zur Hauptachse) mit σh bezeichnet.
Symmetrieoperationen und -elemente werden mit den gleichen Symbolen bezeichnet.

## Symbole der Punktgruppen und Raumgruppen
In den drei Raumdimensionen ergeben sich 32 mögliche kristallographische Punktgruppen. Sie werden gemäß Schoenflies in folgende Untergruppen eingeordnet:
- Drehgruppen: C
- Drehspiegelgruppen: S
- Diedergruppen: D
- Tetraedergruppen: T
- Oktaedergruppen: O
- Ikosaedergruppen: I
- Kugelgruppen: K

Zur Beschreibung der Symmetrie werden die Symbole der Punktgruppen mit einem zusätzlichen tiefgestellten Index versehen:
- horizontale Spiegelebene: h
- vertikale Symmetrieebene: v
- diagonale Symmetrieebene: d (nur bei gleichzeitigem Auftreten von zweizähligen horizontalen Symmetrieachsen, die nicht auf den Spiegelebenen liegen)
- Inversionszentrum: i
- Spiegelebene: s

Weiterhin wird je nach Bedarf die Zähligkeit der Achse oder ein Symbol für andere Symmetrieelemente in einem tiefgestellten Index angegeben, z. B. D2h für eine orthorhombische Kristallstruktur, wobei das h eine Spiegelebene senkrecht zur n-zähligen Achse (horizontale Spiegelebene) bezeichnet.

## Symbole der Raumgruppen
Mit der Schoenflies-Symbolik ist auch die Beschreibung von Raumgruppen möglich. Dazu wird einem Punktgruppensymbol ein hochgestellter numerischer Index beigefügt. Die Raumgruppen werden dabei durchnummeriert: z. B. {\displaystyle D_{2h}^{1}}, {\displaystyle D_{2h}^{2}}, {\displaystyle D_{2h}^{3}} usw.
Die Symbolik findet jedoch nur selten Anwendung, da sie die vorhandenen Symmetrieelemente nicht erkennen lässt.
Bei der Beschreibung einer Faktorgruppe wird der hochgestellte Index in der Regel nicht mitangegeben. Analog dazu wird bei der Hermann-Mauguin-Symbolik das Symbol {\displaystyle P} (bzw. {\displaystyle C}, {\displaystyle F}, {\displaystyle I} usw.) weggelassen.